# Lok (Titel)
Lok es un pueblo ubicado en el municipio de Titel, en el distrito de Bačka del Sur, Serbia.

## Superficie
Posee una superficie de 28,90 kilómetros cuadrados.

## Demografía
Hasta 2022 la población era de 963 habitantes, con una densidad de población de 33,32 habitantes por kilómetro cuadrado.